# Barrio La Perla
El Barrio La Perla es uno de los barrios en que se subdivide la localidad argentina de Temperley del Partido de Lomas de Zamora, Provincia de Buenos Aires. Se ubica en el sudoeste de la localidad, y limita con el barrio Villa Sastre al este, con Villa Galicia al norte, y con la localidad de José Mármol al sur/sudeste.
La división exacta de este barrio (si bien no es del todo exacta), se hizo en 1911 cuando se lotearon las quintas de la Perla, Villa Galicia y Villa Sastre. Algunos años después se fundó una sociedad de fomento sobre la calle Indalecio Gómez. Se encuentra a más de 20 km de la Ciudad Autónoma de Buenos Aires.

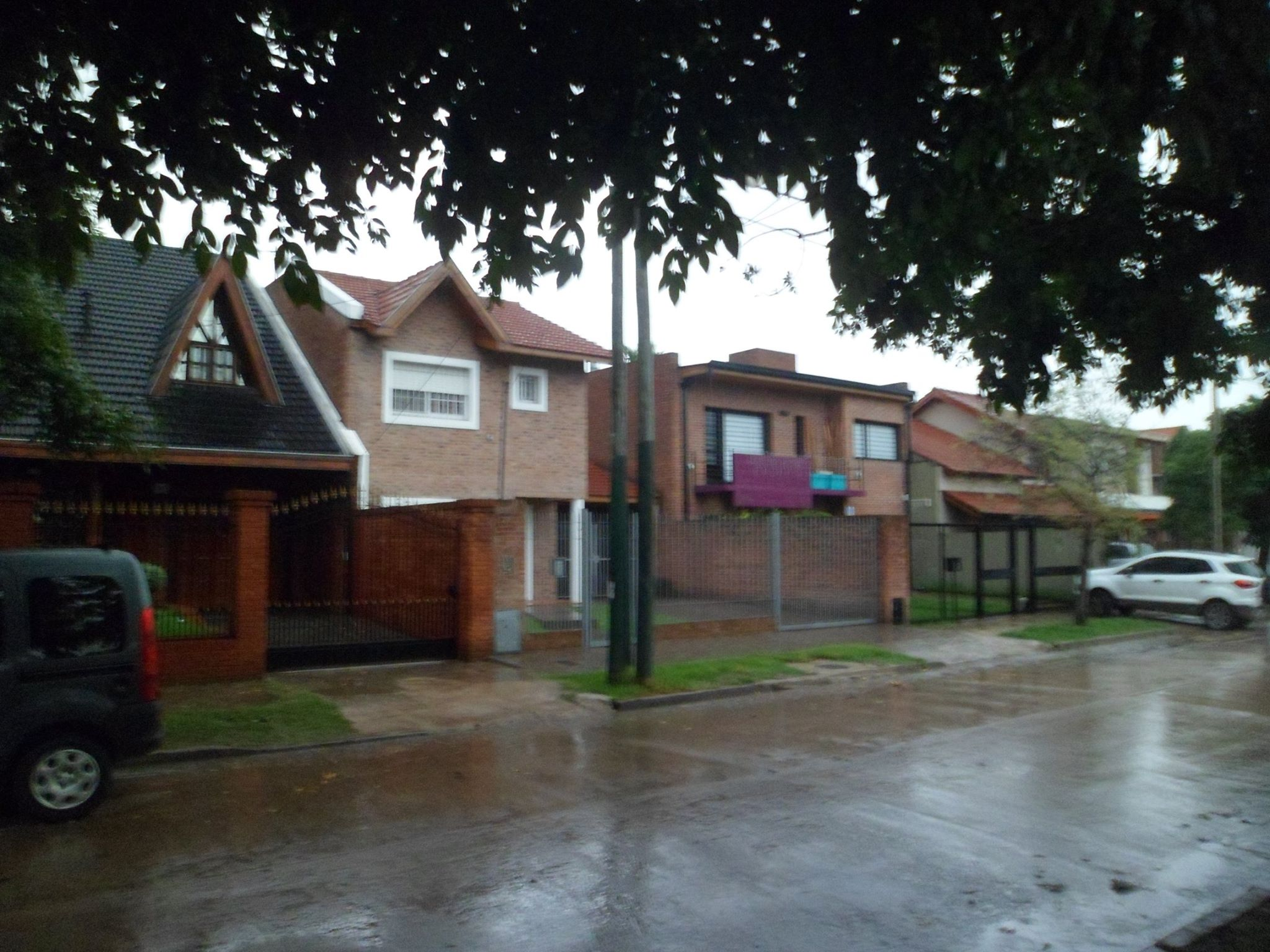
Chalés del Barrio La Perla

## Historia
Surgió como uno de los barrios tranquilos y característicos de Temperley luego de la fundación de la estación ferroviaria. Tuvo su origen en el loteo acaecido en 1911 de las tierras que habían pertenecido a Honorio Esteves Correa y luego a Jacinta Esteves Correa de Grigera y Dolores Esteves Correa de Rosso. El nombre La Perla proviene de una antigua quinta situada en Álzaga 155.

### Geografía
El clima es templado húmedo, con veranos cálidos (temperaturas máximas entre 23 y 36°) e inviernos fríos (temperaturas mínimas entre -3° y 10°). La temperatura mínima suele ser alrededor de 3° inferior a la de la Ciudad Autónoma de Buenos Aires, ya que esta última sufre un notable efecto de isla de calor debido a la gran urbanización con escasos espacios verdes y al desarrollo edilicio.

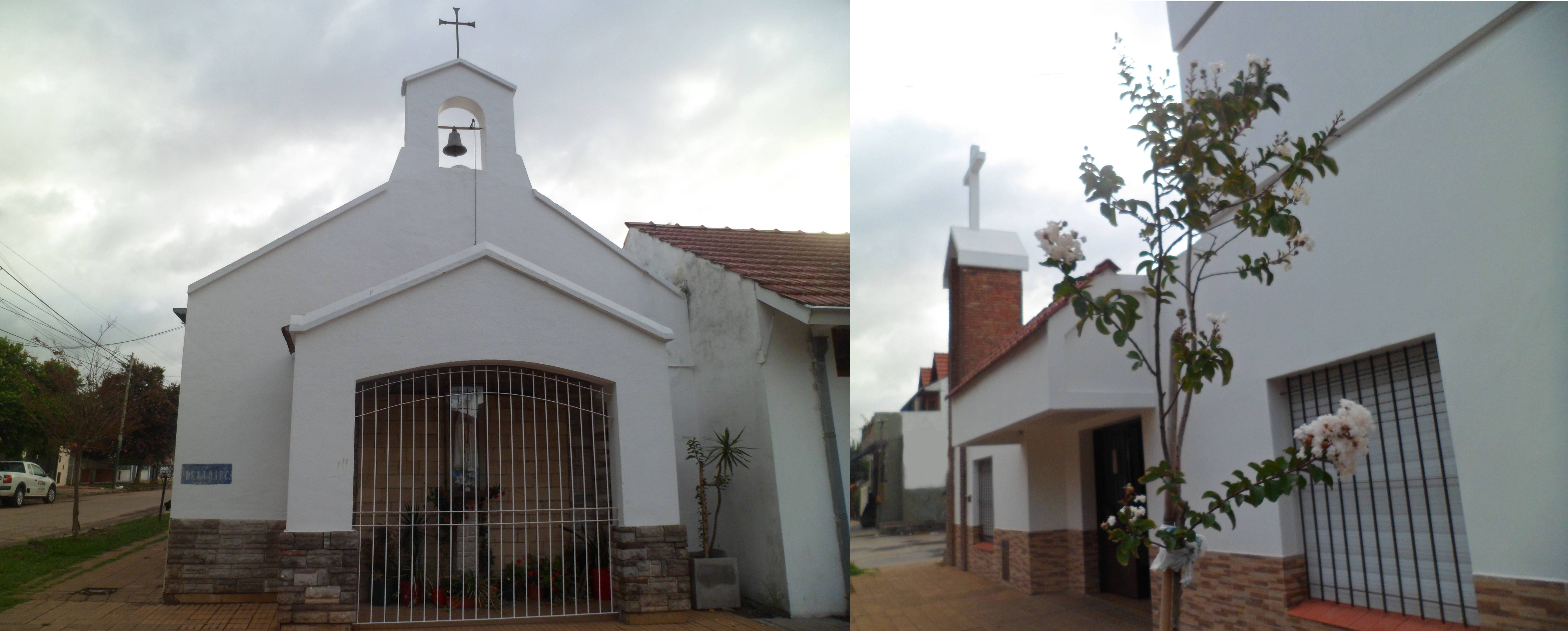
Nuestra Señora de Fátima Frente y Capilla

### Sismicidad
La región responde a la «subfalla del río Paraná», y a la «subfalla del río de la Plata», con sismicidad baja; y su última expresión se produjo el 5 de junio de 1888 (136 años) de silencio sísmico, a las 3.20 UTC-3, con una magnitud probable, de 5,0 en la escala de Richter (terremoto del Río de la Plata de 1888).

## Parroquias de la Iglesia católica en La Perla
| Diócesis   | Lomas de Zamora |
| ---------- | --- |
| Parroquias | Nuestra Señora de Fátima - Capilla histórica: es el principal templo del barrio. Fue fundada el 30 de marzo de 1962, siendo su primer párroco Rogelio Ponsard. - Oratorio San Cayetano (depende de la Parroquia Nuestra Señora de Fátima |